# Adrián Annus
Adrián Annus (Seghedino, 28 giugno 1973) è un ex martellista ungherese, passato agli onori della cronaca per aver subìto il ritiro della medaglia d'oro vinta nella sua specialità nei Giochi olimpici del 2004 ad Atene, in seguito ad una violazione delle norme sul doping.

## Biografia
Cresciuto a Gyula ma trasferitosi a Szombathely nel 1989, il suo primo allenatore fu Géza Annus ma, una volta raggiunta la nuova città, si iscrisse nell'Haladás VSE, una società polisportiva di Szombathely. Qui fu guidato da Gyula Simon prima e da Pál Németh poi. Il primo risultato importante è datato 1992, quando finì 11º nel lancio del disco durante i Campionati Mondiali Giovanili a Seul.
Nel 1998 arrivò 8º al martello ai Campionati Europei svoltisi a Budapest, risultato che lo rese un potenziale medagliato alle Olimpiadi di Sydney nel 2000. Inizialmente fu però lasciato fuori dalla squadra, salvo poi entrare a farne parte nel momento in cui uno dei componenti fu costretto ad abbandonare per infortunio. Lo stato di forma di Annus non era però dei migliori compromettendo la sua prestazione e dovette accontentarsi del 17º posto. Questo ruppe il rapporto con Pál Németh, sostituito da József Vida.
Il 2002 e il 2003 furono indubbiamente gli anni migliori per Annus, con l'oro nei Campionati Europei del 2002, l'argento ai Mondiali del 2003 e la vittoria nella World Athletics Final del 2003.

### Lo scandalo doping
Nel 2004 Annus era il favorito alla vittoria dell'Olimpiade di Atene e in effetti i pronostici furono rispettati, ma pochi giorni dopo venne privato della medaglia. Questo perché il CIO scoprì che i suoi campioni di urine, prelevati prima e dopo la gara durante le normali procedure antidoping, appartenevano a diverse persone, prova evidente di imbroglio. Il CIO tentò inoltre di ripetere il test poco dopo la prova, ma Annus rifiutò e questo gli costò la squalifica.
In seguito ad un appello respinto, Annus fu allontanato da ogni competizione ufficiale per due anni. Dopo la squalifica l'atleta ha ripreso gli allenamenti ed ha ricominciato a competere nel 2007.
La vicenda ricevette una notevole considerazione da parte dei media internazionali in quanto altri scandali simili si erano verificati durante gli stessi Giochi, in particolare quello che coinvolse il discobolo Róbert Fazekas, anch'egli ungherese, il quale venne privato della medaglia d'oro per le stesse ragioni di Annus.
Nonostante la squalifica fosse scattata solo pochi giorni dopo la vittoria dell'oro olimpico, Annus si rifiutò di consegnare la medaglia se non dopo diversi mesi e solo in seguito alla pressione esercitata dal Comitato Olimpico Internazionale sul Comitato Olimpico Ungherese, pena pesanti sanzioni.

## Palmarès
| Anno | Manifestazione    | Sede              | Evento              | Risultato | Misura  | Note |
| ---- | ----------------- | ----------------- | ------------------- | --------- | ------- | ---- |
| 1992 | Mondiali juniores | Seul              | Lancio del martello | 11º       | 63,18 m |      |
| 1996 | Olimpiadi         | Atlanta           | Lancio del martello | 28º       | 72,58 m |      |
| 1998 | Europei           | Budapest          | Lancio del martello | 8º        | 77,29 m |      |
| 2000 | Olimpiadi         | Sydney            | Lancio del martello | 17º       | 75,41 m |      |
| 2001 | Mondiali          | Edmonton          | Lancio del martello | 9º        | 78,10 m |      |
| 2001 | Universiadi       | Pechino           | Lancio del martello | Bronzo    | 77,73 m |      |
| 2002 | Europei           | Monaco di Baviera | Lancio del martello | Oro       | 81,17 m |      |
| 2003 | Mondiali          | Parigi            | Lancio del martello | Argento   | 80,36 m |      |
| 2004 | Olimpiadi         | Atene             | Lancio del martello | dq        | dq      |      |

## Altre competizioni internazionali
2002
- Argento alla Grand Prix Final ( Parigi), lancio del martello - 80,03 m
- Oro in Coppa del mondo di atletica leggera ( Madrid), lancio del martello - 80,93 m

2003
- Oro alla IAAF World Athletics Final ( Monaco), lancio del martello - 82,10 m